# Древнеанглийская поэзия
Древнеанглийская поэзия — поэзия на древнеанглийском языке, создававшаяся в различных английских королевствах в VII—X в. В основном в древнеанглийской поэзии использовался аллитерационный стих. До христианизации поэзия создавалась певцами — скопами (др.-англ. scôp). Скоп мог быть дружинником, состоявшим при короле, или странствующим певцом. В одном древнеанглийском стихотворении сказано: «Как драгоценные камни пристали королеве, оружие — воинам, так и хороший скоп — людям».
На древнеанглийском языке создавались произведения различных жанров. К наиболее древним, исконным жанрам относят героическую поэзию, а также заклинания и так называемые гномические стихи.

## Эпос и народная поэзия
Наиболее известным памятником героической поэзии является эпос «Беовульф». 
Значительный интерес представляет собой частично сохранившаяся поэма «Видсид» (Widsith, буквально «широкостранствующий»), созданная в основной своей части предположительно в VII веке, но записанная только в IX веке. Она содержит перечень 58 стран и народов мира, а также 37 имен их правителей, в том числе Александра Великого, Цезаря, Аттилы, Германариха и Теодориха Великого.
Сохранился также «Финнсбургский фрагмент»: это другой вариант сюжета о Хенгесте и фризском короле Финне, который также входит в «Беовульфа». Сохранились также небольшие фрагменты из эпоса «Вальдере». Вальдере (Вальтер Аквитанский) был героем нескольких германских эпических произведений, в том числе латиноязычной поэмы «Вальтарий».
В различных рукописях сохранилось в общей сложности двенадцать древнеанглийских заклинаний. Заклинания иногда сопровождаются кусками прозаического текста, где описываются необходимые магические и врачебные действия. Так, заклинание «От колотья в боку» предварялось рецептом лечебного средства из ромашки. Так называемое «Заклинание бесплодной земли» являлось частью сельскохозяйственного обряда, во время которого земля освящалась в церкви. Призыв «Эрке, Эрке», возможно, был обращением к древней германской богине земли.

## Элегии
Большое распространение имел также жанр героических элегий. По словам Е. А. Мельниковой, «все они посвящены одной и той же теме, которую условно можно назвать „изгнанием“, то есть исключением героя из мира, к которому он принадлежит». Среди элегий известны «Морестранник», «Скиталец», «Деор», «Вульф и Эадвакер».

## Религиозная поэзия
Позднее в древнеанглийской поэзии развивается жанр религиозного гимна и религиозного эпоса. Среди авторов религиозных стихов часто упоминаются Кэдмон и Кюневульф. Религиозный эпос сочетает христианскую тематику с эпическими формулами и мотивами (например, хищные птицы и волки, сулящие гибель войску фараона в «Исходе»). Духовная борьба зачастую аллегорически изображается в виде битвы и поединка. «Герои христианских поэм — верные дружинники бога, их подвиги — исполнение своего долга господину».